# Тольнаи, Отто
Отто Тольнаи (венг. Tolnai Ottó, 5 июля 1940, Канижа — 27 марта 2025) — венгерский писатель, представитель венгерского меньшинства в Воеводине.

## Биография
В 1959 году окончил гимназию в Сенте, начал публиковать рассказы. В 1959—1962 годах изучал венгерскую филологию в Нови-Садском университете. В 1962 году переехал в Загреб изучать философию. Прошёл там же воинскую службу. Вернувшись в Нови-Сад в 1965 году, работал в авангардном литературном журнале Új Symposion, в 1969—1972 годах был его главным редактором. В 1974—1994 годах работал на местном радио.
Умер 27 марта 2025 года в возрасте 84 лет.

## Стихи
- 1963 Homorú versek
- 1967 Sirálymellcsont
- 1968 Valóban mi lesz velünk (в соавторстве с Иштваном Домонкошем)
- 1969 Agyonvert csipke
- 1973 Legyek karfiol
- 1973 Versek
- 1980 Világpor
- 1983 Деревенский Орфей/ Vidéki Orfeusz
- 1986 Rokokokokó
- 1986 Gyökérrágó
- 1992 árvacsáth
- 1992 Песни Вильгельма/Wilhelm-dalok, avagy a vidéki Orfeusz
- 1992 Versek könyve
- 2006 Ómama egy rotterdami gengszterfilmben
- 2010 Szeplötelen kis gepek csöpp fejedelmi jelvenyek

## Романы и рассказы
- 1969 rovarház
- 1970 Ördögfej
- 1972 Gogol halála
- 1983 Улица Вираг, дом 3/ Virág utca 3.
- 1987 Prózák könyve
- 1994 Kékítőgolyó. Új prózák könyve
- 1994 Június
- 2007 Помпейские любовники /Pompeji szerelmesek
- 2008 Grenadírmars: egy kis ízelt opus
- 2011 A tengeri kagyló

## Драмы
- 1996 Végel(ő)adás

## Эссе
- 1978 Sáfrány Imre
- 1992 A meztelen bohóc
- 1997 Rothadt márvány. Jugoplasztika

## Признание
Произведения Тольнаи переведены на английский, немецкий, французский, датский, польский, сербский, словенский языки; на французский его стихи переводил Лоран Гаспар, на сербский — Данило Киш. Он — лауреат многочисленных премий, среди которых — премии Аттилы Йожефа (1991), Эндре Ади (1993), Тибора Дери (1995), Милана Фюшта (1997), Миклоша Радноти (2000), Кошута (2007) и др.